# Härnebosjön
Härnebosjön är en sjö i Söderhamns kommun i Hälsingland och ingår i Skärjåns huvudavrinningsområde. Sjön har en area på 3,6 kvadratkilometer och ligger 81 meter över havet. Sjön avvattnas av vattendraget Östbyån.

## Delavrinningsområde
Härnebosjön ingår i det delavrinningsområde (677927-154975) som SMHI kallar för Utloppet av Härnbosjön. Medelhöjden är 98 meter över havet och ytan är 10,19 kvadratkilometer. Räknas de 6 avrinningsområdena uppströms in blir den ackumulerade arean 43,81 kvadratkilometer. Östbyån som avvattnar avrinningsområdet har biflödesordning 2, vilket innebär att vattnet flödar genom totalt 2 vattendrag innan det når havet efter 34 kilometer. Avrinningsområdet består mestadels av skog (46 procent). Avrinningsområdet har 3,6 kvadratkilometer vattenytor vilket ger det en sjöprocent på 35,3 procent.